# إلين رايلي
إلين رايلي (بالإنجليزية: Elaine Riley) هي ممثلة أمريكية، ولدت في 15 يناير 1917 في إيست ليفربول في الولايات المتحدة، وتوفيت في 7 ديسمبر 2015 في الولايات المتحدة.

## وصلات خارجية
- إلين رايلي على موقع IMDb (الإنجليزية)
- إلين رايلي على موقع ألو سيني (الفرنسية)
- إلين رايلي على موقع أول موفي (الإنجليزية)
- إلين رايلي على موقع قاعدة بيانات الأفلام السويدية (السويدية)
- إلين رايلي على موقع قاعدة بيانات الفيلم (الإنجليزية)
- إلين رايلي على موقع كينوبويسك (الروسية)